# Kriva Feja
Kriva Feja (izvirno srbsko Крива Феја) je naselje v Srbiji, ki upravno spada pod Mesto Vranje; slednja pa je del Pčinjskega upravnega okraja.

## Demografija
V naselju živi 736 polnoletnih prebivalcev, pri čemer je njihova povprečna starost 44,2 let (41,7 pri moških in 46,9 pri ženskah). Naselje ima 298 gospodinjstev, pri čemer je povprečno število članov na gospodinjstvo 2,92.
To naselje je, glede na rezultate popisa iz leta 2002, večinoma srbsko.
|  |

| Demografija | Demografija     | Demografija     |
| Leto        | Št. prebivalcev | Št. prebivalcev |
| ----------- | --------------- | --------------- |
|             |                 |                 |
|             |                 |                 |
|             |                 |                 |
|             |                 |                 |
| 1948        | 1708            |                 |
| 1953        | 1785            |                 |
| 1961        | 1779            |                 |
| 1971        | 1823            |                 |
| 1981        | 1594            |                 |
| 1991        | 1223            | 1222            |
| 2002        | 879             | 870             |
|             |                 |                 |

| Etnična sestava po popisu iz leta 2002 | Etnična sestava po popisu iz leta 2002 | Etnična sestava po popisu iz leta 2002 | Etnična sestava po popisu iz leta 2002 | Etnična sestava po popisu iz leta 2002 |
| -------------------------------------- | -------------------------------------- | -------------------------------------- | -------------------------------------- | -------------------------------------- |
| Srbi                                   | Srbi                                   |                                        | 861                                    | 98,96%                                 |
| Črnogorci                              | Črnogorci                              |                                        | 1                                      | 0,11%                                  |
| Muslimani                              | Muslimani                              |                                        | 1                                      | 0,11%                                  |
| Bolgari                                | Bolgari                                |                                        | 1                                      | 0,11%                                  |
| Neznano                                | Neznano                                |                                        | 0                                      | 0,0%                                   |